# شکار تروفه

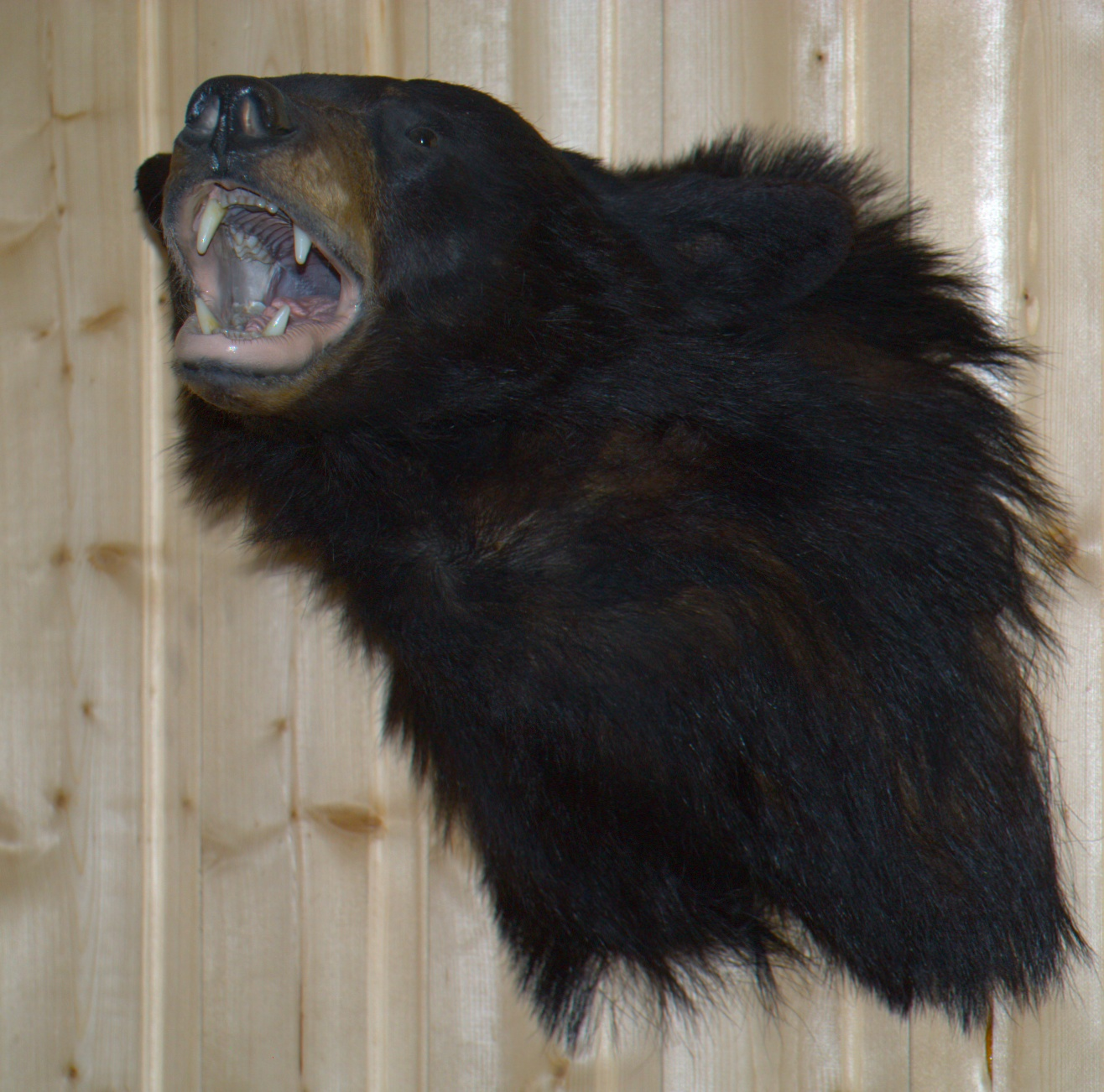
سر یک خرس سیاه آمریکایی به عنوان نوعی تحفه از شکار

شکار تروفه (به فرانسوی: Trophée de chasse) به معنی شکار برای به‌دست آوردن نشان‌های پیروزی در شکار است.
شکار تروفه نوعی از شکار است که در آن طعمه از پیش انتخاب می‌شود و اغلب جانوری است که بیشتر از همه عمر کرده باشد و شکار آن نوعی افتخار برای شکارچی محسوب شود. بخش‌هایی از بدن جانور شکار شده، همانند سر یا پوست، به عنوان نشان افتخار و تحفه توسط شکارچی نگهداری می‌شوند.
شکار تروفه ره‌آوردی از شکار یا ماهیگیری موفق است. اغلب سر جاندار بر روی دیوار منزل شکارچی گذاشته می‌شود؛ گاهی نیز تمام بدن تاکسیدرمی می‌شود. دندان‌ها، عاج، و شاخ‌ها نیز از دیگر اجزای بدن شکار هستند که نگهداری و در معرض دید همگان گذاشته می‌شوند.
شکار تروفه گاه می‌تواند برای جمعیت یک گونه آسیب‌زا باشد. شیرهای آفریقا از جمله جانورانی هستند که پایداری جمعیت‌های محلیشان از سوی شکارچیان تروفه تهدید می‌شود.